# Садиба Попова (Оленівка)
Садиба Попова (дача або особняк Попова) — будівля, що розташована в селі Оленівка Євпаторійського району Автономної Республіки Крим.

## Історія
Маєток у селі Караджі (з 1945 року — Оленівка) з'явився наприкінці XVIII століття завдяки дійсному таємному раднику Василю Степановичу Попову, який отримав на півострові Тарханкут 22 тисячі десятини землі. Проте первісна будова не збереглася, а за три версти від неї в XIX столітті його правнук повітовий ялтинський ватажок дворянства і камергер П. В. Попов збудував нову будівлю.
Його син Михайло був хворий на туберкульоз, клімат західного Криму визнавався сприятливим для лікування. 1909 року він помер, і був похований у склепі на території садиби. Склеп не зберігся.
Лоції Чорного та Азовського морів за 1903 рік вказувала: «Гарним помітним пунктом у Караджинській бухті служить двоповерховий будинок із бельведером, побудований на березі за 2,2 милі на NO 13 30' від Тарханського маяку».
У 1920-ті роки у будівлі розміщувалася школа робітничої молоді. Під час Німецько-радянської війни його займали німецькі частини. Під час відступу будівлю було підпалено. Відновлено та в післявоєнний час належала пансіонату «Сонячна долина» московського заводу «Авангард». Станом на 2023 рік у ньому розміщується пансіонат «Сонячна долина».
Визнано об'єктом регіонального значення України як пам'ятка містобудування та архітектури.

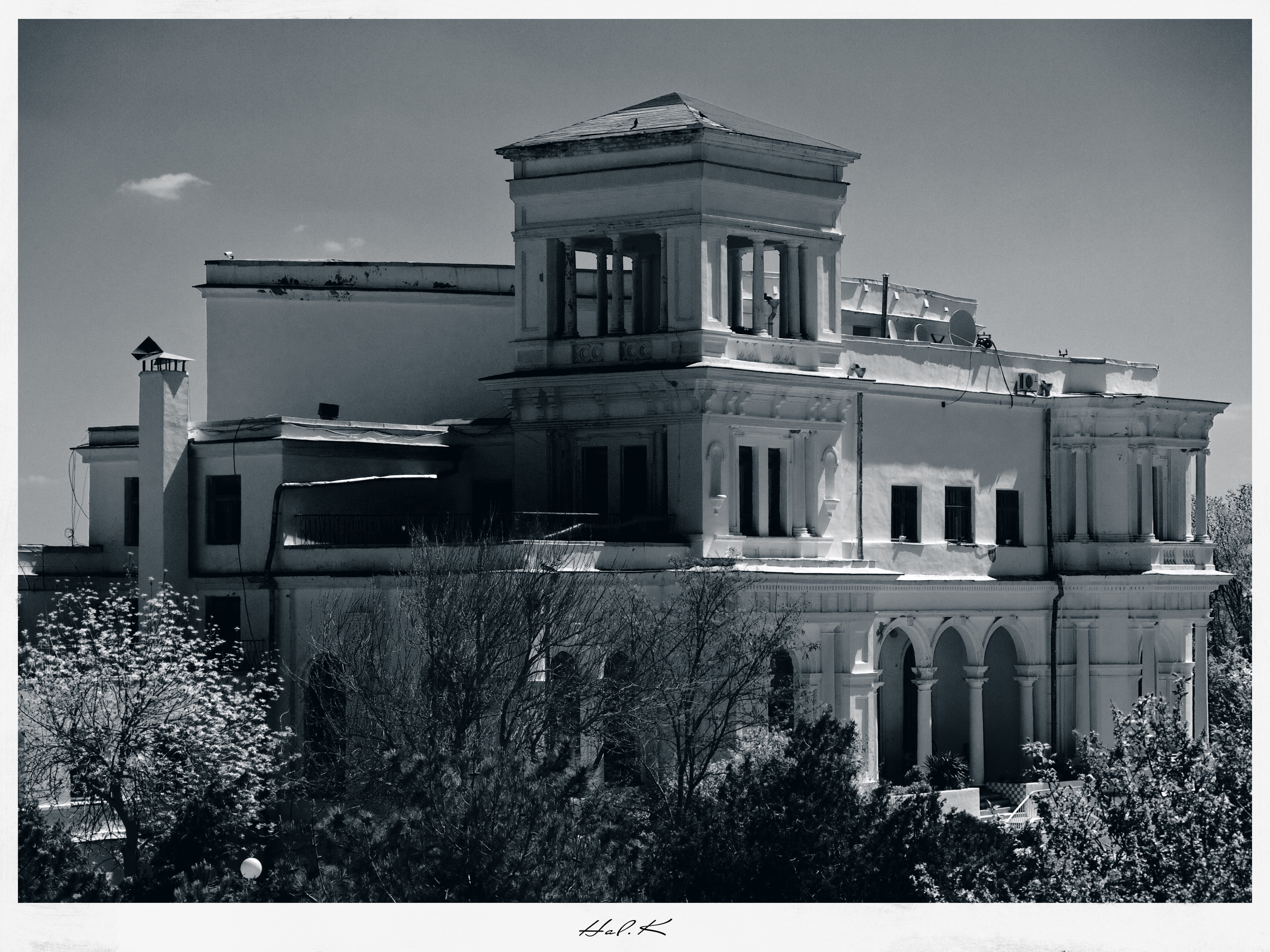
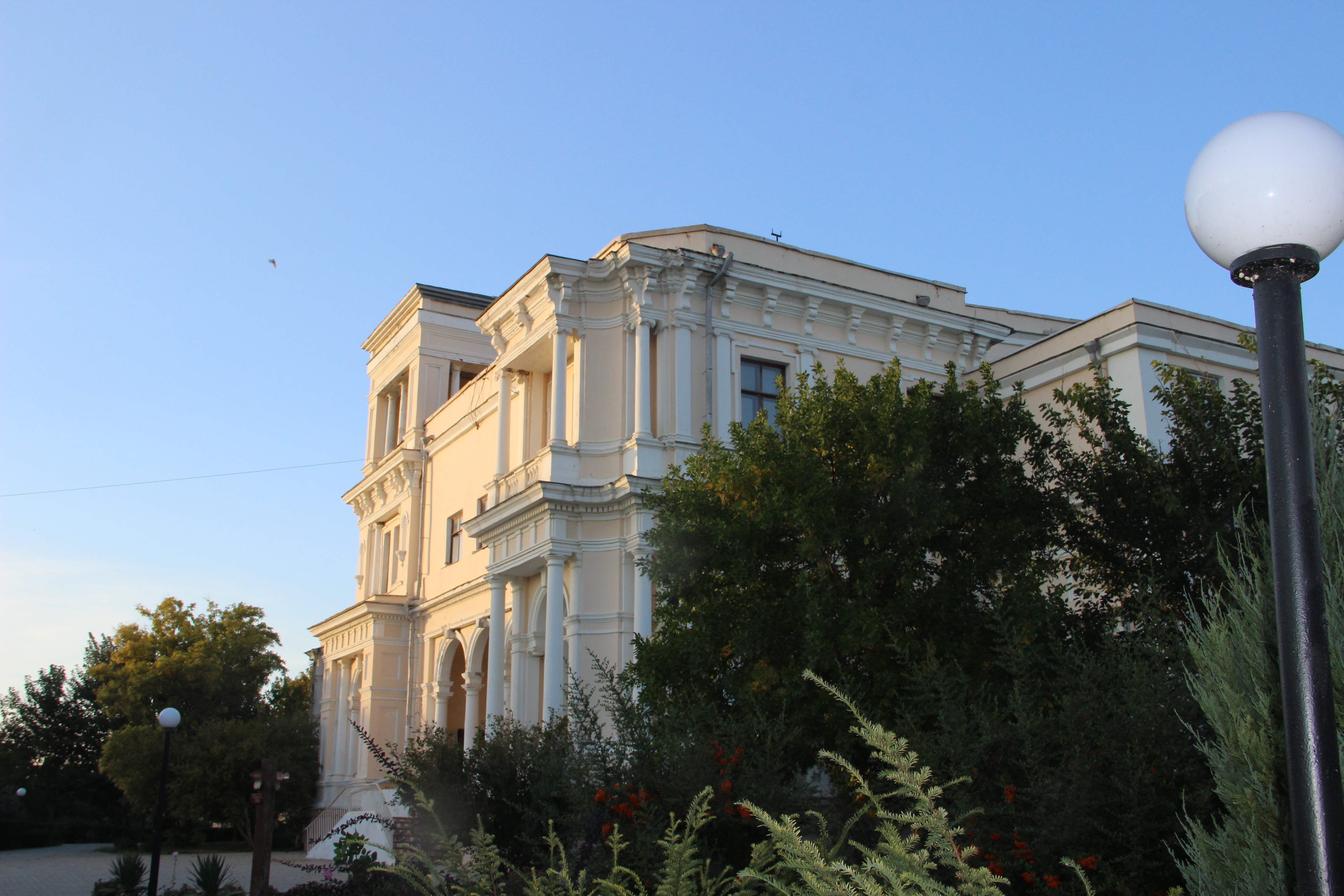

Розташована на вулиці Єлісєєва, 25.